# Partido Republicano Mineiro
El Partido Republicano Mineiro (PRM) fue un partido político brasileño creado el 4 de junio de 1888 con el objetivo de representar los ideales republicanos y conservadores de la élite agraria del estado de Minas Gerais. Con la caída de la monarquía, comenzó a albergar un gran contingente del antiguo Partido Conservador y siendo el principal partido del colegio electoral más grande del país, Minas Gerais, hizo frente al Partido Republicano Paulista, en las elecciones y en la alternancia del poder, a través de la política del café con leche. Como programa, emuló en muchos aspectos al extinto Partido Conservador, con un enfoque marcadamente nacionalista. 
Durante la República Velha, estuvo controlado inicialmente por políticos de Sul de Minas hasta que Artur Bernardes trasladó el comando del PRM a la Zona da Mata Mineira. Su comité ejecutivo, la "tarasca", era muy poderoso y tomaba las principales decisiones.
Como todos los partidos políticos, el PRM se extinguió con la llegada del Estado Novo. Después de la dictadura de Vargas, Artur Bernardes fundó el Partido Republicano, reuniendo a cierta parte del viejo núcleo duro del PRM, con una agenda nacionalista y desarrollista. Extinto por AI-2 en 1965, el PR  llegó a generar una parte significativa de la política nacionalista y conservadora brasileña, que actualmente encuentra expresión en una amplia gama de partidos.

## Líderes del partido
- Afonso Pena - gobernador del estado de Minas Gerais (1892-1894) y presidente del Brasil (1906-1909)
- Venceslau Brás - gobernador del estado de Minas Gerais (1909-1910) y presidente del Brasil (1914-1918)
- Delfim Moreira - gobernador del estado de Minas Gerais (1914-1918) y presidente del Brasil (1918-1919)
- Epitácio Pessoa - presidente del Brasil (1919-1922)
- Artur Bernardes - gobernador del estado de Minas Gerais (1918-1922) y presidente del Brasil (1922-1926)
- Antônio Carlos Ribeiro de Andrada (IV) - gobernador del estado de Minas Gerais (1926-1930)